# Stanisław Mikos
Stanisław Mikos (ur. 23 marca 1927 w Zalesiu, zm. 5 listopada 2006 w Gdańsku) – polski historyk, profesor nauk humanistycznych.

## Życiorys
Urodził się w wielodzietnej rodzinie Franciszka, rolnika, i Józefy z domu Bidzińskiej. Miał siedmioro braci i trzy siostry. Ukończył cztery klasy szkoły powszechnej.
Podczas okupacji niemieckiej pracował jako robotnik przy pomiarach gruntu, w sierpniu 1944 został wywieziony na roboty przymusowe do Prus Wschodnich, z których w listopadzie zbiegł i ukrywał się w rodzinnej wsi.
Po wojnie ukończył szkolny kurs wyrównawczy na poziomie szkoły podstawowej, od września 1945 uczył się w Płocku w Gimnazjum Handlowym, po roku w Państwowym Gimnazjum i Liceum Ogólnokształcącym im. króla Władysława Jagiełły, gdzie w 1948 zdał maturę. W 1956 ukończył studia historyczne w Wyższej Szkole Pedagogicznej (obecnie Uniwersytet Gdański). Specjalizował się w historii najnowszej, zwłaszcza dziejach Wolnego Miasta Gdańska. Doktorat obronił w 1962. Habilitował się w 1972. Tytuł naukowy profesora uzyskał w 1983. Pełnił funkcje: dziekana Wydziału Humanistycznego Uniwersytetu Gdańskiego (1975–1978), dyrektora Instytutu Historii tej uczelni (1974–1975) oraz kierownika Katedry Historii Najnowszej w tym instytucie (1974–1997). Był członkiem Polskiego Towarzystwa Historycznego i Komisji Historii Gdańskiego Towarzystwa Naukowego. 
Był członkiem Związku Walki Młodych, Akademickiego Związku Młodzieży Polskiej, Związku Młodzieży Polskiej. Od 1952 w PZPR, w latach 1960–1966 i 1968–1970 był I sekretarzem Oddziałowej Organizacji Partyjnej na Wydziale Humanistycznym WSP Gdańsk, w latach 1970–1972 członkiem KU PZPR UG, w latach 1972–1976 członkiem Uczelnianej Komisji Rewizyjnej, był też lektorem w KW PZPR w Gdańsku.
Dwukrotnie żonaty. Od 1952 był mężem Wacławy z domu Książyńskiej (1928–1988), nauczycielki historii, z którą miał córki Ewę i Izabelę. Drugą żoną była Genowefa Kurpis-Mikos z domu Koncewicz (1930–1999), docent dr w Instytucie Historii UG.
Zmarł w Gdańsku, pochowany 7 listopada 2006 na cmentarzu Łostowickim w Gdańsku (kwatera 23-10-12).

## Autorskie publikacje monograficzne
- Gromady Ludu Polskiego w Anglii 1835–1846 (1962)
- Działalność Komisariatu Generalnego Rzeczypospolitej Polskiej w Wolnym Mieście Gdańsku 1920–1939 (1972)
- Wolne Miasto Gdańsk a Liga Narodów 1920–1939 (1979)
- Polacy na Politechnice w Gdańsku w latach 1904–1939 (1987)

## Ordery i odznaczenia
- Krzyż Kawalerski Orderu Odrodzenia Polski (1983)
- Złoty Krzyż Zasługi (1971)
- Srebrny Krzyż Zasługi (1969)
- Odznaka honorowa „Zasłużonym Ziemi Gdańskiej”

Źródło:.

## Nagrody
- Nagroda Prezydenta Miasta Gdańska (1987)[1]
- Nagroda Prezydenta Miasta Gdańska w Dziedzinie Kultury (2000)[8]